# Pincerais
Le Pincerais (Pagus pinciacensis), qui désigne actuellement la région autour de Poissy, est un ancien « pays » d'Île-de-France qui tient son nom de Pinciacum, siège d'un doyenné du diocèse de Chartres (cité des Carnutes) et d'un vicus mérovingien.

## Limites territoriales
Occupant la majeure partie nord de l'actuel département des Yvelines, son territoire primitif se trouvait entièrement contenu dans celui de l'ancien diocèse de Chartres, et il était limité au nord par la Seine et le Ru de Buzot, au sud-ouest par le Drouais, au sud par la Forêt d'Yveline, à l'est par Paris, au sud-est par le Hurepoix et à l'ouest par le Pays de Madrie. De ce fait, il ne comprenait que la partie de Poissy rive gauche, avec Chambourcy, Saint-Germain-en-Laye, Fourqueux, Noisy-le-Roi, Bailly, mais pas Le Pecq, ni Mareil-Marly, ni Marly-le-Roi, ni Louveciennes, ni Saint-Nom-la-Bretèche, ni Villepreux, ni Versailles, qui relevaient du diocèse de Paris.
Les limites du Pincerais sont décrites au XVIIIe siècle dans les mémoires d'Antoine-Joseph Lévrier, lieutenant général du bailliage de Meulan-en-Yvelines , et de façon plus précise ,, elles ont été étudiées plus récemment , en particulier pour préciser les limites primitives . Certains ont fait avancer les limites orientales du pays de Madrie et recouvrir de façon erronée le Pincerais ,.
Dans sa thèse publiée en 1995, Luc Bourgeois a recherché les variations des limites du Pincerais et de la Madrie avant l'an 1000. Il expose que la chronologie des premières mentions des villages connus du Pincerais apparaissent évoluer selon plusieurs vagues.
- La première, de 677 à 711, occupe en demi cercle à 8 km en périphérie de Poissy : Avignères, Lanluets (Feucherolles), Ecquevilly, Rocquencourt, Marly-le-Roi; Bénainvilliers (Morainvilliers), Le Pecq.
- Une deuxième vague, de 769 à 775, se développe vers l'est au delà de la première zone, surtout plus au sud : Puiseux (Les Mureaux) Coignières, Lévis-Saint-Nom, Plaisir.
- Une troisième vague, de 829 à 844, sous l'impulsion de l'abbaye Saint-Germain-des-Prés, densifie les premières zones : Chambourcy, Maison-Lafitte, Le Moulineau (Bailly), Poncy (Poissy), mais progresse à l'ouest vers la Mauldre :  Beule, Le trou Fricourt (Bazemont), Flins-su-Seine, Maule, Mareil-sur-Mauldre, qu'elle franchit au sud-ouest : Auteuil, Frémainville (Garencières).
- Après les invasions des Normands une quatrième vague, de 872 à 918, densifie les précédentes zones proches de Poissy : Rueil-Malmaison, La Celle-Saint-Cloud, Prunay (Louveciennes), Mareil-Marly, Médan, Meulan, Crespières, Bouafle, sauf au sud : Mareil-le-Guyon au deçà de la Mauldre.
- La cinquième vague, de 979 à 999, montre une densification au nord, autour de Poissy : Vernouillet, Saint-Leger-en-Laye, Feuillancourt (Saint-Germain-en-Laye); mais un accroissement de la zone sud-est Neauphle-le-Vieux ou N. le Château, Auffargis, Poigny-la-Forêt, Villiers-le-Mahieu (ou Saint-Frédéric), et finalement Méré. Ces derniers territoires semblent appartenir au Pincerais que récemment selon cette observation.

## Le Pincerais, plus qu'un pays?
La seule mention d'un comte du Pincerais est, vers 840, Witrannus, comte du Pincerais : habet in comitatu Witrannus in pago Pinciacensi. Pour Longnon Witrannus ne serait comte que d'une fraction du Pincerais. Les diplômes des années 980 et 999 des rois respectifs Lothaire et Robert, dans lesquels on la trouve, se rapportent à des temps où le Pincerais composait une division du comté de Meulan, distingué alors en comté d'au-delà et en comté d'au-deçà de la Seine ; et c'est uniquement pour désigner la partie du comté de Meulan située sur la gauche du fleuve qu'on s'est quelquefois servi des termes de comté de Pincerais. Telle est l'opinion que le président Lévrier a établie dans son histoire manuscrite du Vexin.
Vers 1296, l'official du Pincerais accuse de négligence et de faute le maire de Mantes qui ne déclare pas l'état lépreux de Renaud d'Arnouville.